# Dorfkirche Börnicke (Bernau)

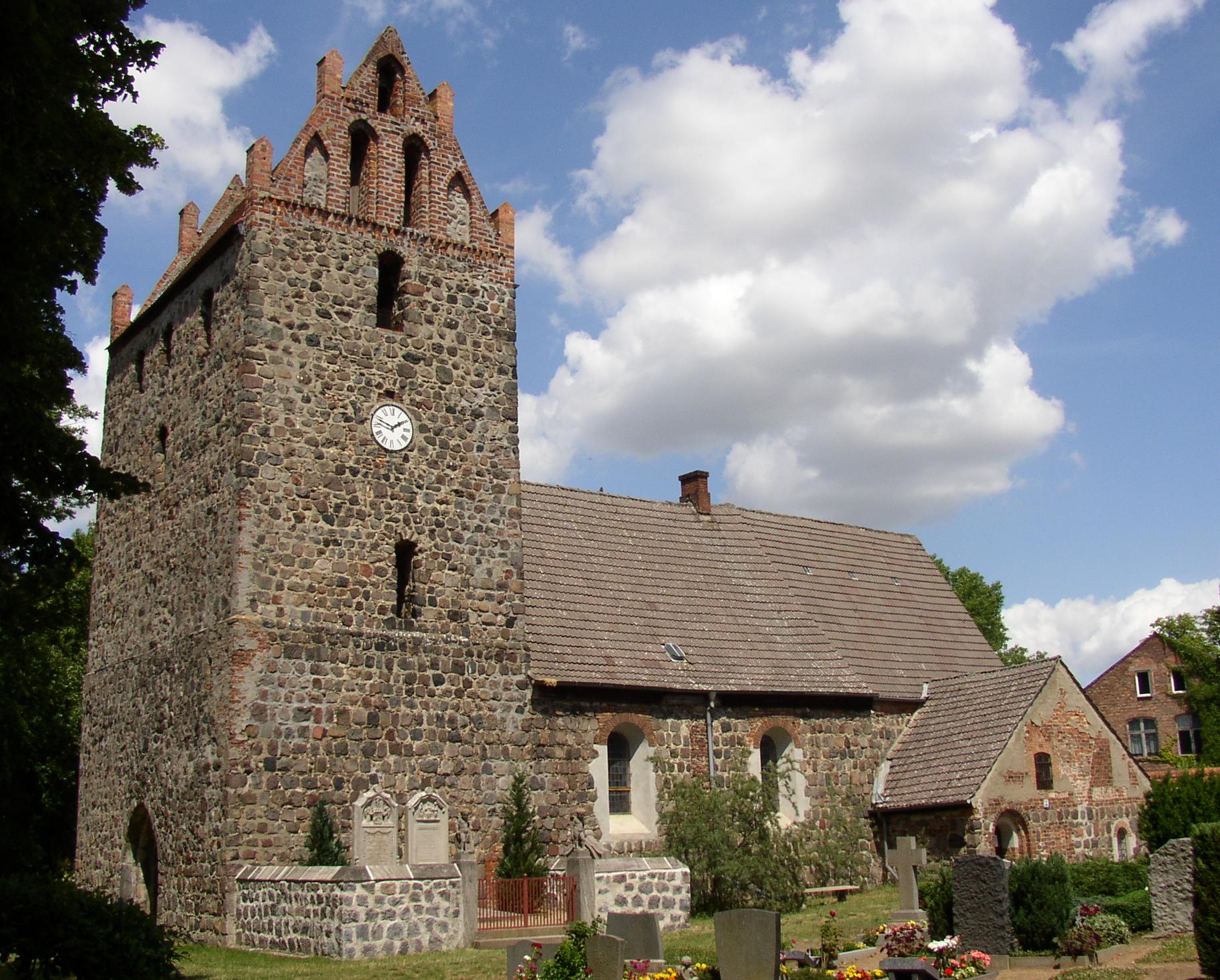
Dorfkirche Börnicke (Bernau)

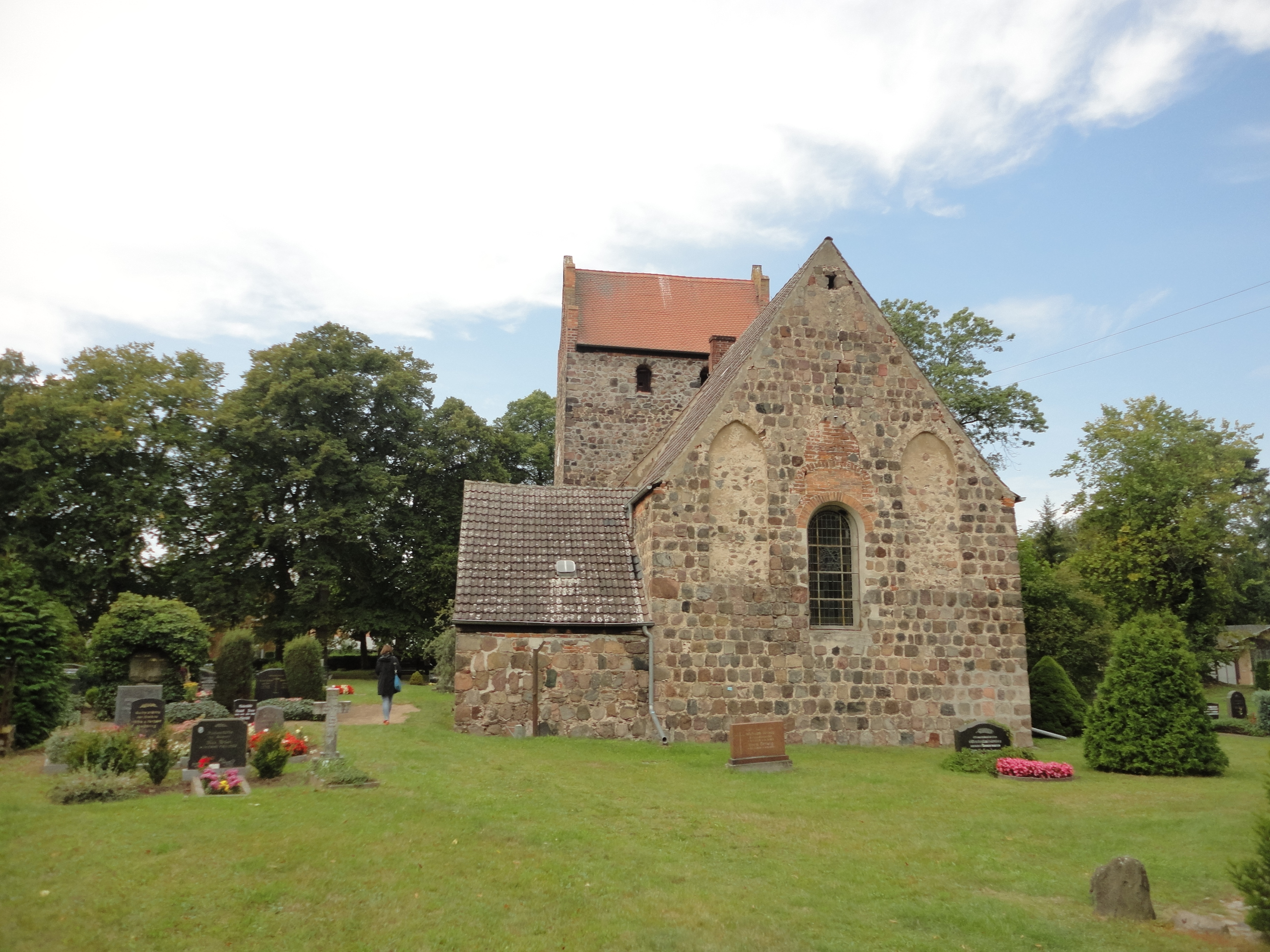
Ansicht von Osten

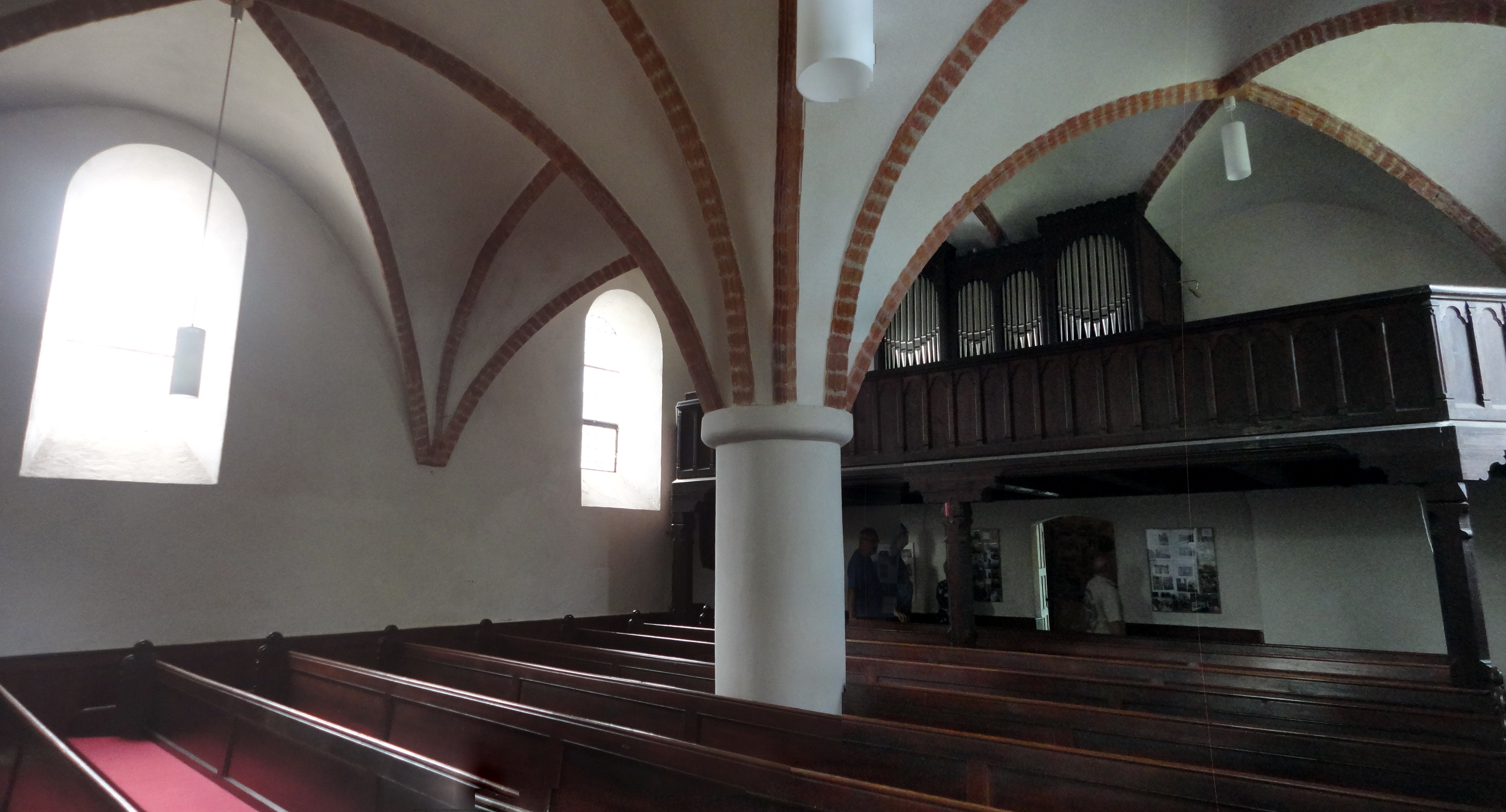
Innenansicht nach Südwesten

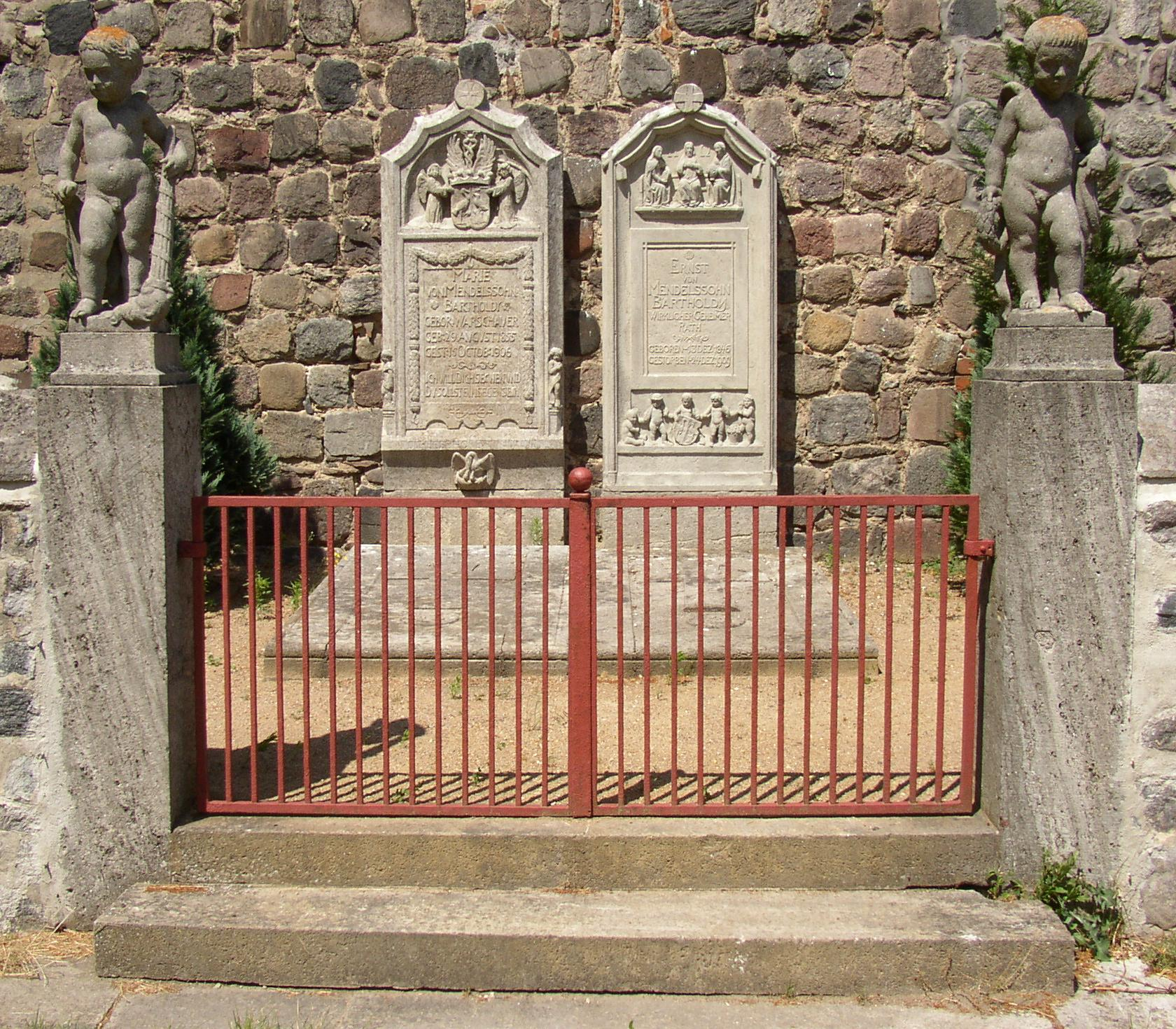
Grabsteine von Ernst und Marie von Mendelssohn Bartholdy

Die evangelische Dorfkirche Börnicke ist eine frühgotische Feldsteinkirche im Ortsteil Börnicke von Bernau bei Berlin im Landkreis Barnim in Brandenburg. Sie gehört zum Pfarrsprengel Bernau im Kirchenkreis Barnim der Evangelischen Kirche Berlin-Brandenburg-schlesische Oberlausitz und kann nach Vereinbarung besichtigt werden.

## Geschichte und Architektur
Die Kirche ist ein Feldsteinsaal mit eingezogenem Rechteckchor und hohem Westquerturm aus der zweiten Hälfte des 13. Jahrhunderts. Die wohl aus dem 14. Jahrhundert stammende Südsakristei ist mit der anschließenden Vorhalle aus Mischmauerwerk (15. Jahrhundert) unter einem Dach vereint. Den Turmabschluss bildet ein Satteldach zwischen blendengeschmückten spätgotischen Backsteingiebeln mit Fialen. Im Westen wird die Kirche durch ein zweifach gestuftes Spitzbogenportal erschlossen. Weitere Portale im Süden und Norden sind vermauert, die übrigen Öffnungen rundbogig verbreitert. In der Ostwand sind drei Spitzbogenblenden angeordnet, deren mittlere zugesetzt ist.
Der Innenraum wurde im 16. Jahrhundert in der Art eines Einstützenraums zweischiffig eingewölbt mit vier Kreuzrippengewölben über einem runden Mittelpfeiler, einem Rechteckpfeiler unter dem Triumphbogen und über seitlichen Konsolen. Eine Restaurierung des Raums erfolgte 1957. Das Chorgewölbe wurde bei einer Restaurierung im Jahr 1883 eingezogen. Die tonnengewölbte Sakristei wird durch eine vierfach gestufte Flachbogentür erschlossen. Die Öffnung zum Turm ist bis auf eine Tür zugesetzt.

## Ausstattung
Die Kirche enthält eine einheitliche neuromanische Ausstattung von 1883 mit Holzkanzel, Taufstein, Westempore, Orgel und Gestühl. Die Kirchenältestenbank aus dem Jahr 1679 zeigt in den Rundbogenfeldern der Rückwand gemalte Halbfiguren von zehn Aposteln, die beiden übrigen Apostel sowie Sprüche sind in den Brüstungsfeldern gemalt. Ein Gestühl in dieser Art kommt in der Region selten vor.
Als liturgische Gefäße werden ein silbervergoldeter Kelch mit Patene von 1739 verwendet. Eine Glocke wurde um 1300 geschaffen. Die Orgel ist ein Werk von Albert Lang aus dem Jahr 1883 mit sieben Registern auf einem Manual und Pedal.
Zwei künstlerisch wertvolle Altarflügel stammen von dem Retabel der Kirche des 1966 abgetragenen Dorfes Knoblauch bei Ketzin und zeigen hochformatige Darstellungen der Heiligen Hieronymus und Erasmus aus der Zeit um 1500. Ein Inschriftgrabstein für Louisa Lucia Sophia Bamihl (1734–75) befindet sich in der Südvorhalle.
Außen an der Turmsüdwand sind Grabsteine für Ernst und Marie von Mendelssohn-Bartholdy († 1909 beziehungsweise 1906) mit Reliefschmuck und Wappen angebracht, umgeben von einer Feldsteinmauer mit zwei Putten zu Seiten des Eingangs.